# ندياي سيري با
ندياي سيري با (بالفرنسية: Ndiaye Ciré Ba)‏ هي مُمثلة سنغالية.
تلعب ندياي حاليا دور «إيمادي» في المُسلسل الفرنسي «هذه هي الحياة» (بالفرنسية: C'est la vie !)‏، وإيمادي هي شابة مُتزوجة (تزوجت في سن 16 سنة) تبلغ من العُمر 19 سنة وأم لثلاثة أطفال.
في 2019، انضمت ندياي إلى فريق عمل مسلسل «عشيقة رجُل مُتزوج» (بالفرنسية: Maîtresse d'un homme marié)‏، حيث أُعطيت دور شخصية رئيسية تُدعى «جاليكا سانيا»، هاته الأخيرة هي شابة تُعاني من العنف الأسري وتُحاول التوفيق بين حياتها المهنية وحياتها الأسرية.
تُشارك ندياي في حملات مُحاربة ظاهرة تفتيح البشرة الاصطناعي، وهي ظاهرة تُصيب العديد من النساء في السنغال.

## روابط خارجية
ندياي سيري با على موقع IMDb (الإنجليزية)